# Yargelis Savigne
Yargelis Savigne Herrera (Guantánamo, 13 novembre 1984) è una triplista e lunghista cubana, campionessa mondiale del triplo a Osaka 2007 e Berlino 2009.

## Biografia
Si fa notare per la prima volta fuori dai confini cubani ai Giochi panamericani del 2003, dove vince il bronzo nel lungo.
Il suo primo successo internazionale lo ottiene da ventenne ai Mondiali di Helsinki 2005 dove nel lungo ottiene un quarto posto (6,69 m, a 7 centimetri dal podio) e nel triplo una sorprendente medaglia d'argento (14,82 m).
Nel 2007, dopo l'oro nel triplo e il bronzo nel lungo ai Giochi panamericani di Rio de Janeiro, arriva la consacrazione internazionale ai Mondiali di Ōsaka. Con il primato personale di 15,28 m (miglior misura 2007, a un centimetro dal record nazionale e continentale) vince la medaglia d'oro di salto triplo battendo Tat'jana Lebedeva (15,07 m) e Hrysopiyí Devetzí (15,04 m).
Inaugura la stagione 2008 vincendo i Mondiali indoor di Valencia superando all'ultimo turno di salto la greca Devetzí con una misura di 15,05 m (primato personale indoor). Il 17 agosto dello stesso anno ai Giochi olimpici di Pechino ottiene solo un quinto posto (con 15,05 m) in una finale di altissimo livello.
Ai Mondiali di Berlino nel 2009 ritorna sul podio più alto nella gara di salto triplo, conquistando l'oro con la misura di 14,95 m.
Il suo allenatore è Milàn Matos, lo stesso che ha allenato il campione del salto in lungo Iván Pedroso.

## Record nazionali

### Seniores
- Salto in lungo indoor: 6,79 m ( Stoccarda, 3 febbraio 2007)
- Salto triplo indoor: 15,05 m ( Valencia, 8 marzo 2008)

## Palmarès
| Anno | Manifestazione      | Sede           | Evento         | Risultato | Prestazione | Note                                                                    |
| ---- | ------------------- | -------------- | -------------- | --------- | ----------- | ----------------------------------------------------------------------- |
| 2003 | Giochi panamericani | Santo Domingo  | Salto in lungo | Bronzo    | 6,40 m      |                                                                         |
| 2005 | Campionati CAC      | Nassau         | Salto in lungo | Oro       | 6,88 m      |                                                                         |
| 2005 | Mondiali            | Helsinki       | Salto in lungo | Bronzo    | 6,69 m      |                                                                         |
| 2005 | Mondiali            | Helsinki       | Salto triplo   | Argento   | 14,82 m     | Miglior prestazione personale                                           |
| 2006 | Mondiali indoor     | Mosca          | Salto in lungo | 6ª        | 6,51 m      |                                                                         |
| 2006 | Mondiali indoor     | Mosca          | Salto triplo   | 5ª        | 14,72 m     |                                                                         |
| 2007 | Giochi panamericani | Rio de Janeiro | Salto in lungo | Bronzo    | 6,66 m      |                                                                         |
| 2007 | Giochi panamericani | Rio de Janeiro | Salto triplo   | Oro       | 14,80 m     | Record dei campionati                                                   |
| 2007 | Mondiali            | Osaka          | Salto triplo   | Oro       | 15,28 m     | Miglior prestazione mondiale stagionale · Miglior prestazione personale |
| 2008 | Mondiali indoor     | Valencia       | Salto triplo   | Oro       | 15,05 m     | Record nord-centroamericano                                             |
| 2008 | Giochi olimpici     | Pechino        | Salto in lungo | 17ª       | 6,49 m      |                                                                         |
| 2008 | Giochi olimpici     | Pechino        | Salto triplo   | Bronzo    | 15,05 m     |                                                                         |
| 2009 | Campionati CAC      | L'Avana        | Salto triplo   | Oro       | 14,97 m     | Record dei campionati                                                   |
| 2009 | Mondiali            | Berlino        | Salto triplo   | Oro       | 14,95 m     |                                                                         |
| 2010 | Mondiali indoor     | Doha           | Salto triplo   | Argento   | 14,86 m     | Miglior prestazione personale stagionale                                |
| 2011 | Mondiali            | Taegu          | Salto triplo   | 6ª        | 14,43 m     |                                                                         |
| 2011 | Giochi panamericani | Guadalajara    | Salto triplo   | Argento   | 14,36 m     |                                                                         |
| 2012 | Mondiali indoor     | Istanbul       | Salto triplo   | 4ª        | 14,28 m     |                                                                         |
| 2012 | Giochi olimpici     | Londra         | Salto triplo   | 8ª        | 14,12 m     |                                                                         |

## Altre competizioni internazionali
2005
- Bronzo alla World Athletics Final ( Monaco), salto triplo - 14,81 m

2007
- Oro alla World Athletics Final ( Stoccarda), salto triplo - 14,78 m

2010
- Argento in Coppa continentale ( Spalato), salto in lungo - 6,63 m
- Bronzo in Coppa continentale ( Spalato), salto triplo - 14,63 m
- Vincitrice della Diamond League nella specialità del salto triplo (22 punti)